# أراتاشين
أراتاشين (بالأرمنية: Առատաշեն، وتُرومَن أيضًا باسم أراتاشين أو أرتاشين؛ وكانت تُعرف حتى عام 1978 باسم زيفا هاي – بمعنى "زيفا الأرمنية"، وكذلك زيفا، بولشايا زيفا، ونركين-زيفا) هي بلدة تقع في محافظة آرماوير في أرمينيا. تقع على سهل أرارات.

## الآثار
يوجد تل أثري من العصر الحجري الحديث - والعصر النحاسي إلى الجنوب من البلدة.
تعود أولى مراحل الاستيطان في أراتاشين إلى فترة ما قبل الفخار، حوالي سنة 6500 قبل الميلاد. وتوجد أوجه تشابه مع جنوب شرق القوقاز، ومع شمال شرق بلاد الرافدين، خصوصاً فيما يتعلق بتقنيات البناء والأدوات الحجرية والعظمية.
حتى الفخار، بعد ظهوره، يُظهر بعض أوجه الشبه. وتتمثل أفضل أوجه الشبه مع "كول تيبه" في ناخيتشيفان إلى الجنوب، ومع مناطق من شمال الشرق الأدنى، مثل المستويات السفلى في "تل حاجي فيروز"، و"تل دالما"، و"تل تلقي".
أما حضارة شولاڤيري-شوموتيپي، التي تطورت في حوض نهر كر المجاور وسهول آرتساخ، فلا توجد لها أوجه شبه كبيرة مع القطع الأثرية المبكرة في أراتاشين.
في أراتاشين، تم اكتشاف سبج مصدره تركي من منطقة ميدان داغ ضمن حوض بحيرة وان؛ وقد عُثر على هذه العينات بالترافق مع خزف من ثقافة حلف المبكرة، والتي يُحتمل أنها وصلت أيضاً إلى أراتاشين من نفس المنطقة.
وتظهر أنواع أخرى من الفخار في نهاية الألفية الخامسة قبل الميلاد. في هذا الوقت، كانت سهل أرارات على اتصال مع شعوب بلاد الرافدين الشمالية المعاصرة، وكذلك مع شعوب حضارة سيوني في حوض نهر كر.
فخار المرحلة الثانية من الاستيطان في أراتاشين يُظهر تقارباً مع ما عُثر عليه في سهل أرارات. وهنا نرى تأثير الأفق الثقافي للعصر النحاسي المتأخر، حوالي 4300–3500 قبل الميلاد، في كامل شمال بلاد الرافدين، مثل:
"... تطور الأواني الممزوجة بالتبن، والاستخدام الأولي للعجلة البطيئة، وأشكال مبكرة من التقييس في التصنيع والميزات النمطية (مثل أوعية كوبا)، والمعالجة السطحية المتكررة بالكشط الخفيف..."
ويحمل هذا الفخار العديد من سمات منطقة ما وراء القوقاز أو حضارة سيوني. وغالباً ما خلفت حضارة سيوني حضارة شولاڤيري-شوموتيپي في بعض المناطق. وهنا نرى بالفعل ملامح فخار حضارة كورا- أراكسيس اللاحقة.

## الأعمال المعدنية
هناك دلائل على وجود ممارسات مبكرة جدًا في التعدين في أراتاشين، تعود إلى النصف الأول من الألفية السادسة قبل الميلاد. ووفقًا لـ أ. كورسييه:
في المستوى النيوليثي IId في أراتاشين، والذي يعود تاريخه إلى بدايات الألفية السادسة قبل الميلاد، تم اكتشاف عدة شظايا من خامات النحاس (مثل المالاكيت والأزوريت) بالإضافة إلى 57 خرزة من نحاس الزرنيخ. بالقرب من أراتاشين، في ختونارك، تم العثور على قطعة من خام النحاس (مالاكيت) في مستوى أثري يعود تاريخه إلى النصف الأول من الألفية السادسة قبل الميلاد. وتُشير هذه القطعة، مع تلك المكتشفة في أراتاشين، إلى بداية نشوء صناعة المعادن في منطقة أرارات خلال أواخر العصر الحجري الحديث.
كما تم اكتشاف أعمال معدنية مبكرة مماثلة في التنقيبات الأثرية في أروتشلو بجورجيا، و"منتش تيبي" في مقاطعة تووز في أذربيجان الحديثة، وفي عدة مواقع أخرى في جنوب القوقاز.
في أراتاشين وختوناخ/أكنشين، توجد أوجه تشابه مع المواقع المعاصرة مثل كول تيبه I وأليكيماك تيبيسي. وهناك موقع أثري آخر قريب من أراتاشين يُعرف باسم ماسيص بلور.